# Parque nacional del Banco de Arguin

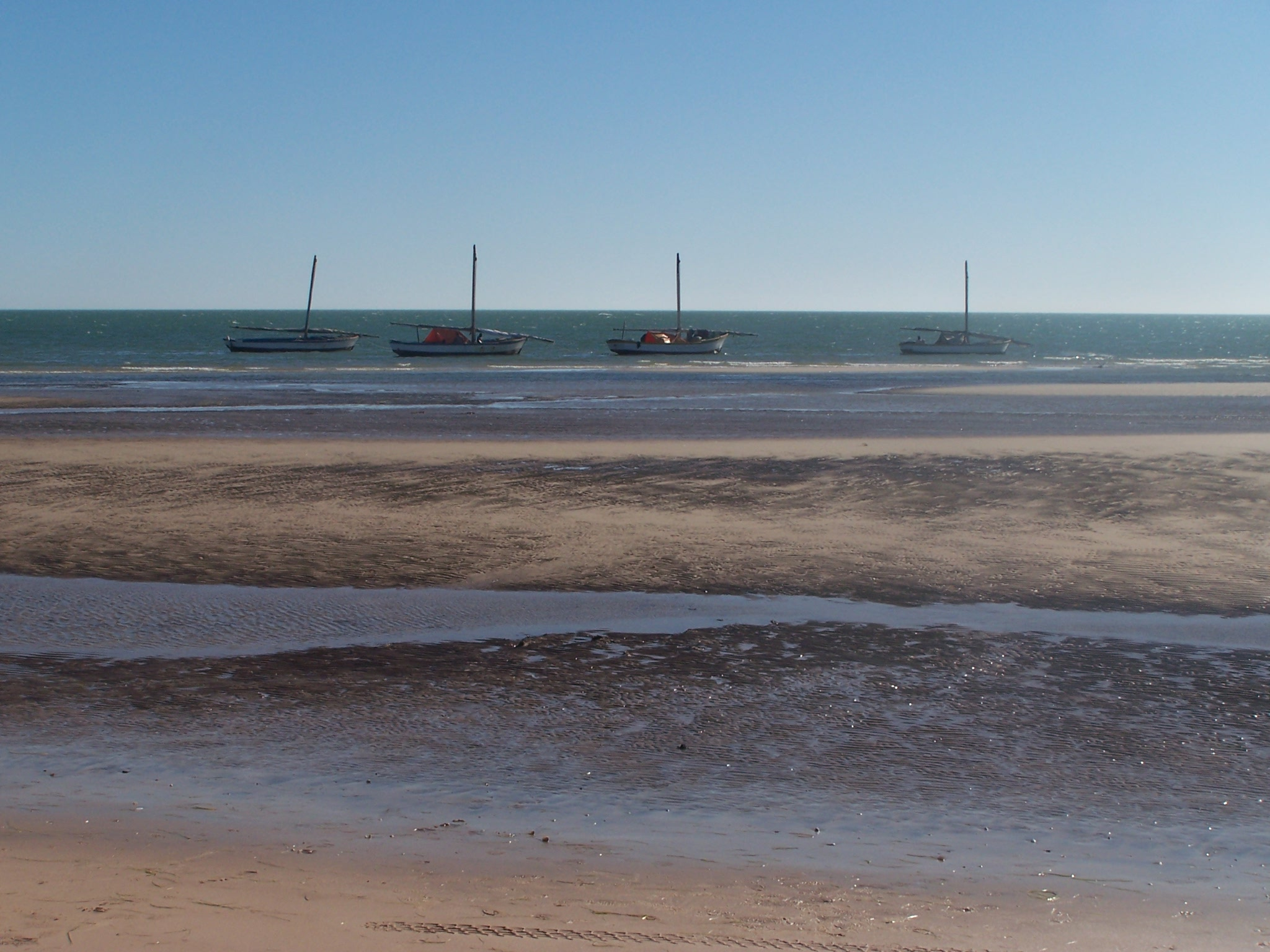
Barcos de pesca en el parque nacional del banco de Arguin.

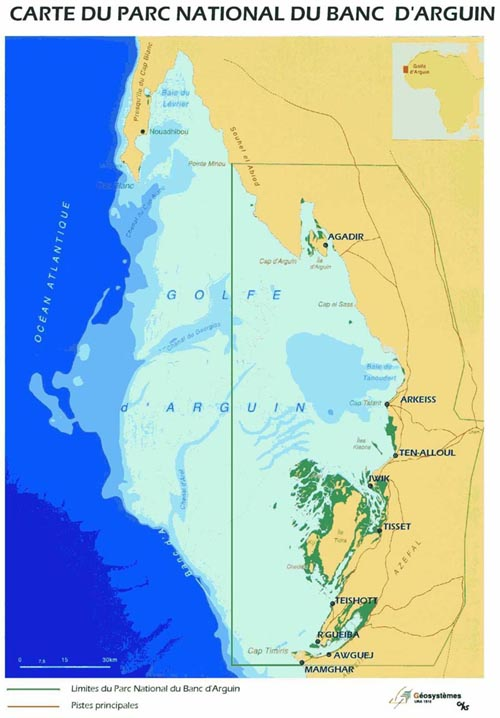
Mapa de la reserva.

El parque nacional del banco de Arguin es un parque nacional de Mauritania desde el 24 de junio de 1976 y que fue declarado Patrimonio de la Humanidad por la Unesco en 1989 situado en la costa atlántica, en la homónima bahía de Arguin, entre las ciudades de Nuakchot y Nuadibú. Tiene una extensión aproximada de 65 kilómetros de costa por 30 kilómetros de anchura.
Se trata de una zona terrestre, parcialmente pantanosa y otra marítima de 11 900 km², ubicada entre el cabo Blanco y el cabo Timiris, ampliada en 1986. La titularidad del territorio es mayoritariamente del estado mauritano bajo supervisión de la Unesco.
La zona terrestre se caracteriza por ser una planicie de transición desde el desierto del Sáhara hasta el Atlántico que recibe del océano bancos de niebla que aportan una suavización climática notable en la línea costera. La temperatura no alcanza durante el verano más de 30 grados centígrados y la pluviometría es escasa, de unos 40 mm de agua por metro cuadrado y año. La fauna la constituyen cormoranes entre las aves, gacelas y hienas entre los mamíferos y una gran variedad de insectos propios de las zonas desérticas. Existen varios enclaves arqueológicos del Neolítico localizados.
La zona marítima forma parte de la plataforma continental mauritana con un declive muy suave que apenas alcanza como máximo los cinco metros de profundidad. En ella se enclavan un total de quince islas con una variada fauna de aves marinas. De entre las especies de fauna más relevantes destacan cuatro distintas de tortugas marinas así como una gran variedad de peces asociados al banco canario-sahariano de pesca que permite a la tribu del lugar, los imraguen, mantener su modo de vida tradicional en la que destaca la pesca con ayuda de los delfines.
Destacan los restos arqueológicos, muy en particular los enormes concheros algunos de varios kilómetros de longitud y decenas de metros de altura.
El nivel de protección es máximo y la entrada al parque está restringida, salvo para los poco más de 120 habitantes originarios y para el tránsito de caravanas.

## Creación
El Parque Nacional del Banc d'Arguin (PNBA) fue fundado en 1976 por decisión del presidente de la joven República Islámica de Mauritania, Mokhtar Ould Daddah y a petición del naturalista francés Théodore Monod. El objetivo era proteger el riquísimo patrimonio material e inmaterial. De hecho, el PNBA es una zona de cría para un gran número de aves migratorias europeas y para aves endémicas como la espátula blanca. Por otro lado, los Imraguens viven en el parque nacional. Esta población, asentada desde hace varios siglos, vive en armonía con su entorno, sobre todo en lo que respecta a las técnicas de pesca: este pueblo de pescadores es conocido por su recogida razonada de mulet con redes de hombro, con los delfines como compañeros de pesca.
Sin embargo, tanto el patrimonio material como el inmaterial están amenazados por la sobrepesca generalizada de los océanos: el recurso de la parte marítima del Parque, prohibida a las embarcaciones a motor, está amenazado por las actividades pesqueras que se desarrollan fuera de sus fronteras, pero también dentro, como atestiguan las numerosas interceptaciones de embarcaciones a motor utilizadas para pescar rayas y tiburones en este santuario. En 2008, estas actividades representaron el 15 % de las exportaciones de Mauritania, pero sólo el 5 % de su PIB, debido principalmente a la debilidad de su capacidad de evaluación de existencias y a la insuficiencia de sus infraestructuras de desembarco y transformación. Es en parte en este contexto donde actúa la institución PNBA, que trabaja tanto en medidas de protección como de sensibilización. El Estado mauritano paga cada año un millón de euros a la administración del parque por su contribución a la regeneración de los recursos pesqueros, lo que convierte al país en el primer ejemplo de África Occidental de pago por valor del ecosistema.

## Historia
Aunque hay muchas islas en esta costa, Arguin es la única con agua dulce, en un sumidero abierto en la meseta rocosa.

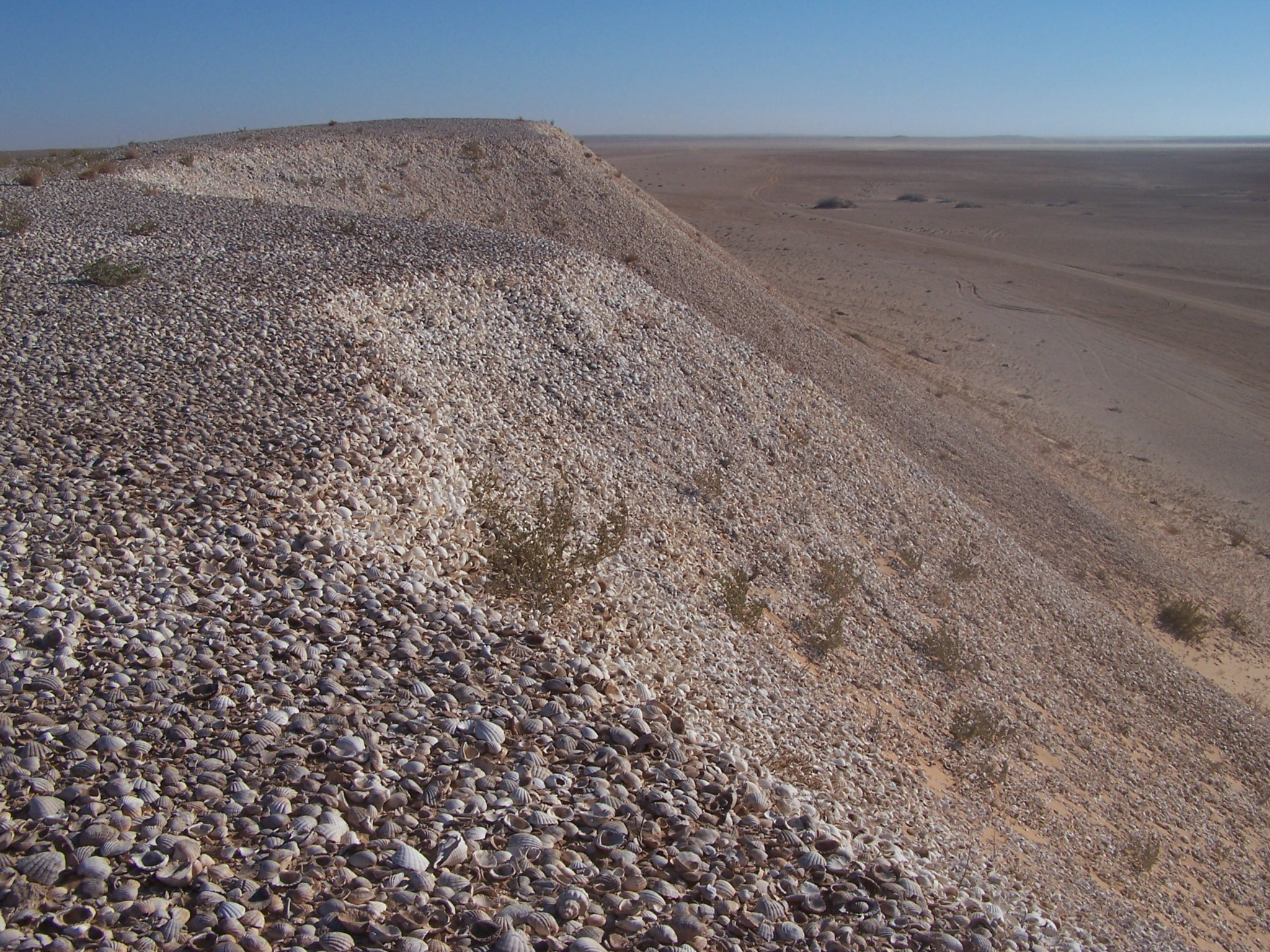
Conchero de unos kilómetros de largo y decenas de metros de altura en el Parque Nacional del Banc d'Arguin

Desde finales de la prehistoria, el hombre se asentó en la isla, donde se han encontrado vestigios del Neolítico. Los portugueses crearon allí un asentamiento en el siglo V, mitad fortaleza, mitad fábrica. Fueron expulsados en 1633 por los holandeses de la Compañía Holandesa de las Indias Occidentales, que a su vez fueron expulsados por los franceses de Ducasse en 1678. En 1685, Federico Guillermo I de Brandeburgo, conquistó el lugar, queriendo a su vez crear un pequeño dominio colonial para él, con un poderoso castillo en Ghana y la mediocre plaza de Arguin. Pero sus sucesores cedieron estos puestos comerciales a los holandeses en 1717.
Como el comercio de la goma arábiga era muy importante para la industria europea, Francia se estableció en Arguin por la fuerza, tras las campañas de 1721, 1723 y 1724. Pero en 1728 se abandonó definitivamente. Mantener una guarnición en Arguin era demasiado caro, y el comercio del chicle se trasladó más al sur.

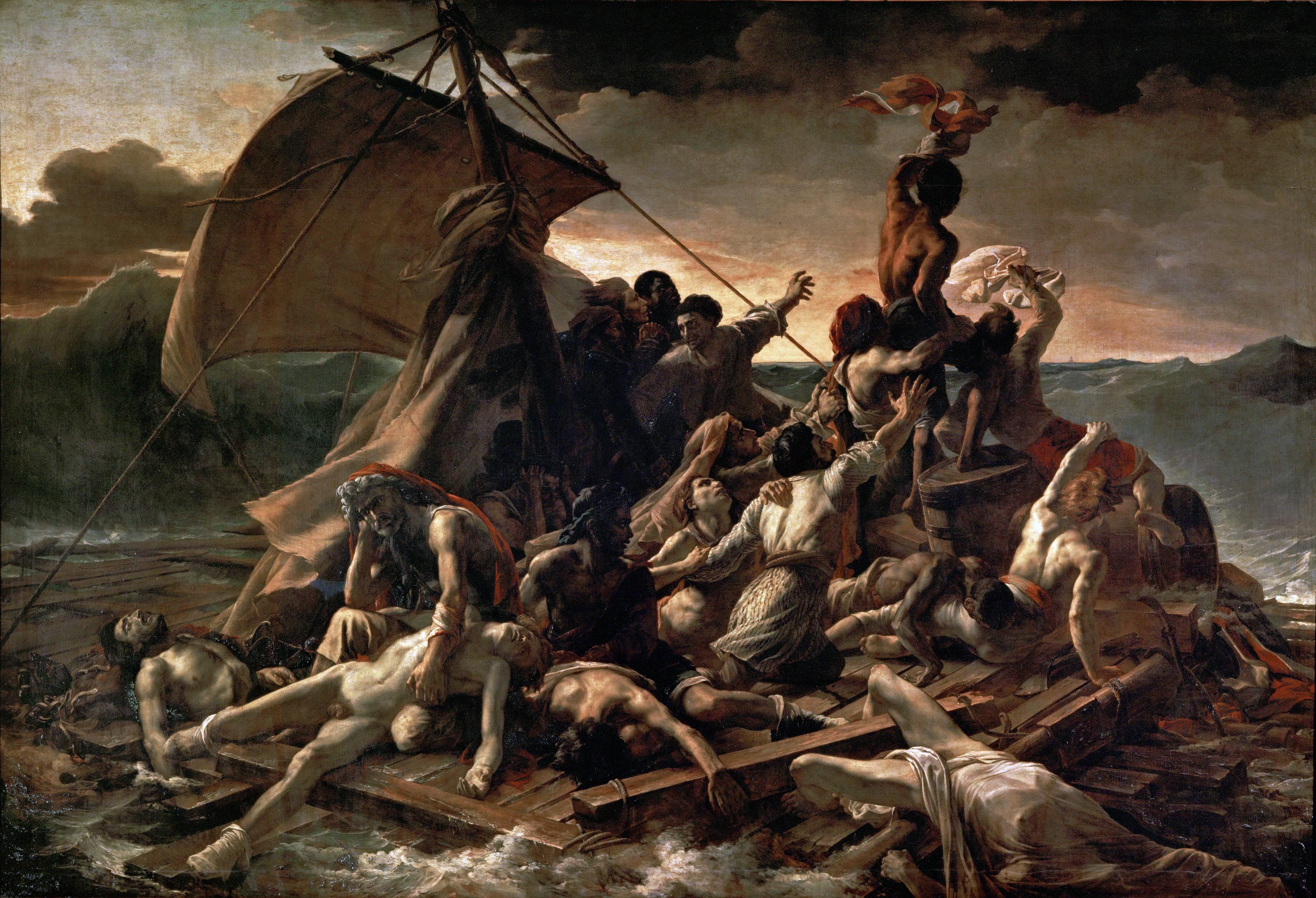
La Balsa de la Medusa de Théodore Géricault.

En 1816, la fragata Medusa, que utilizaba mapas de 1753 cuyos errores podían alcanzar los cien kilómetros, encalló en cuatro o cinco metros de agua, a cincuenta kilómetros de la costa y, para colmo, con la marea alta. Ciento cuarenta y seis hombres (y una mujer) se refugiaron en una balsa que flotaba entre dos aguas, en la que no había ni comida ni agua dulce. Théodore Géricault inmortalizó este célebre acontecimiento en su cuadro La balsa de la Medusa (1819), una ilustración del Romanticismo de la balsa en la que los náufragos se matan y devoran unos a otros: trece días después del naufragio, el bergantín L'Argus sólo encontró quince supervivientes, cinco de los cuales murieron pocas horas después.
La pesca en torno al Banc d'Arguin (Mauritania) no se detuvo. Algunos barcos vienen de Europa para pescar en la costa, como el Notre-Dame de Rocamadour, el último langostero conservado con una pecera del tipo Mauritania.
La ribera del Arguin es el territorio vital de los Imraguens, una etnia histórica de pescadores.

## Geología
El perfil deposicional del Banc d'Arguin septentrional describe una plataforma plana, en la que se desarrollaron extensos depósitos carbonatados en gran parte en profundidades de agua a unos 10 metros bajo el nivel del mar. Vastas zonas del Banco de Arguin están cubiertas por sedimentos mixtos carbonatados-siliciclásticos dominados por percebes y restos de moluscos, además de siliciclásticos eólicos mezclados. Estos sedimentos se acumulan en extensos bancos, provocando ocasionalmente profundidades de agua por debajo de los 5 m a varias decenas de kilómetros de la costa actual. El borde del banco forma un escalón morfológico agudo, que se profundiza repentinamente de 10–20 m a 30–50 m, y separa los ambientes de la plataforma interior (<5–10 m; banco de carbonatos) de los de la plataforma exterior. Los conjuntos formados por foraminíferos bentónicos y moluscos y las acumulaciones de conchas de bivalvos monoespecíficos con limo eólico mezclado caracterizan la cubierta de la plataforma en la plataforma exterior.
En la plataforma central y meridional más externa, los materiales cuarzosos del tamaño de un limo forman cuerpos confinados denominados cuñas de lodo de Arguin y Timiris. Estos depósitos comenzaron a formarse con la inundación transgresiva a principios del Holoceno y han crecido continua y rápidamente durante los últimos 9 años. Localmente, los depósitos de cuñas de lodo están incisos por barrancos y cañones hacia la ruptura de la plataforma situada a unos 80–110 m. El Golfe d'Arguin más meridional describe un perfil de rampa homoclinal con amplias llanuras intermareales alrededor de la isla de Tidra.

## Fauna
El parque alberga una de las comunidades de aves piscívoras nidificantes más diversificadas del mundo. Se han registrado al menos 108 especies de aves, que representan tanto el ámbito paleártico como el afrotropical. Las aves costeras invernantes superan los tres millones e incluyen el flamenco mayor (Phoenicopterus roseus), el chorlito anillado (Charadrius hiaticula), chorlito gris (Pluvialis squatarola), correlimos gordo (Calidris canutus), archibebe común (Tringa totanus) y aguja colinegra (Limosa lapponica).
Junto con las regiones del norte, como la bahía de Cintra y la península de Dajla, la zona es una de las zonas de invernada más importantes para la espátula euroasiática (Platalea leucorodia). Entre las aves que se reproducen se encuentran el pelícano blanco (Pelecanus onocrotalus), el cormorán de las cañas (Phalacrocorax africanus), el charrán pico de gaviota (Gelochelidon nilotica), el charrán del Caspio (Hydroprogne caspia), charrán real (Sterna maxima) y charrán común (Sterna hirundo), junto con varias especies o subespecies de distribución africana, como la garza real (Ardea cinerea) y la espátula euroasiática (Platalea leucorodia balsaci) y la garza real occidental (Egretta gularis).
En cuanto a los mamíferos marinos, se pueden ver aquí especies en peligro de extinción durante todo el año; por ejemplo, foca monje del Mediterráneo, delfín giboso atlántico y delfín mular. Otras especies que pueden verse aquí son las orcas, los calderones, los delfines de Risso, los delfines (común y de dientes rugosos). También se sabe que visitan la zona los rorcuales comunes y las marsopas. Posiblemente, las especies de ballenas altamente costeras como la ballena franca del Atlántico Norte, también se solía ver aquí la ahora extinta ballena gris del Atlántico. Otras ballenas barbadas que posiblemente se den aquí son; jorobadas, seis, azules, Brydes, y minkes, ya que se han visto en aguas costeras o de alta mar.
El Banc d'Arguin es rico en peces y la rara falsa raya tiburón sólo se conoce en esta región.

## Flora
El oleaje y los bancos de arena cambiantes caracterizan toda la longitud de la costa. La península de Ras Nouadhibou (antes Cap Blanc), que forma Dakhlet Nouadhibou (antes Bahía de Lévrier) al este, tiene cincuenta kilómetros de largo y hasta trece de ancho. La península está dividida administrativamente entre Marruecos y Mauritania, con el puerto y la cabeza de ferrocarril mauritanos de Nuadibú situados en la orilla oriental. Dakhlet Nouadhibou, uno de los mayores puertos naturales de la costa occidental de África, tiene cuarenta y tres kilómetros de largo y treinta y dos kilómetros de ancho en su parte más ancha. A cincuenta kilómetros al sureste de Ras Nouadhibou se encuentra Arguin. En 1455 se estableció en Arguin la primera instalación portuguesa al sur del Cabo Bojador (en el actual sur de Marruecos). Más al sur se encuentra el único promontorio importante de la costa, el Cabo Timiris de siete metros de altura. Desde este cabo hasta la zona pantanosa que rodea la desembocadura del río Senegal, la costa es regular y sólo está marcada por alguna duna alta.
En las dunas costeras la vegetación es escasa. Sin embargo, al pie de las crestas pueden encontrarse grandes tamariscos, acacias enanas y golondrinas. En la región central crecen algunas hierbas altas, mezcladas con bálsamo, tártago y arbustos espinosos. El norte tiene poca vegetación.